# Hamearis thurneri
Hamearis thurneri är en fjärilsart som beskrevs av Franz Dannehl 1925. Hamearis thurneri ingår i släktet Hamearis och familjen Riodinidae. Inga underarter finns listade i Catalogue of Life.